# Aleyda Quevedo
Aleyda Quevedo Rojas (Quito, 1972) es una poetisa, periodista y gestora cultural ecuatoriana, considerada como una de las voces más relevantes de la poesía hispanoamericana contemporánea.
Entre sus obras más conocidas destacan los poemarios Algunas rosas verdes (1996), con el que ganó el Premio Nacional de Poesía Jorge Andrade Carrera; y Soy mi cuerpo (2006), en el que usa la figura del cuerpo como escape de temores y angustias producidas por la muerte y la enfermedad.
En 2017 la Casa de la Cultura Ecuatoriana publicó el libro Cierta manera de la luz sobre el cuerpo, una recopilación de casi toda la producción poética de Quevedo. El escritor Jesús David Curbelo calificó a la obra como el "testimonio de una vida y de un surtidor de sentimientos en los cuales se escudriña con audacia a través, primero, de las sensaciones, luego de las emociones y, por último, de las especulaciones intelectivas."
Dos de sus obras, Soy mi cuerpo y Jardín de dagas han sido traducidas al francés. En 2015, participó de un recital de poesía en Trois-Rivières (Canadá).

## Obras
- Cambio en los climas del corazón (1989)[4]
- La actitud del fuego (1994)[4]
- Algunas rosas verdes (1996)
- Espacio vacío (2001)[4]
- Soy mi cuerpo (2006)
- Dos encendidos, Manuela y Bolívar (2010)[4]
- Jardín de Dagas (2013)
- Cierta manera de la luz sobre el cuerpo (2017)